# Corona della regina Maria di Romania

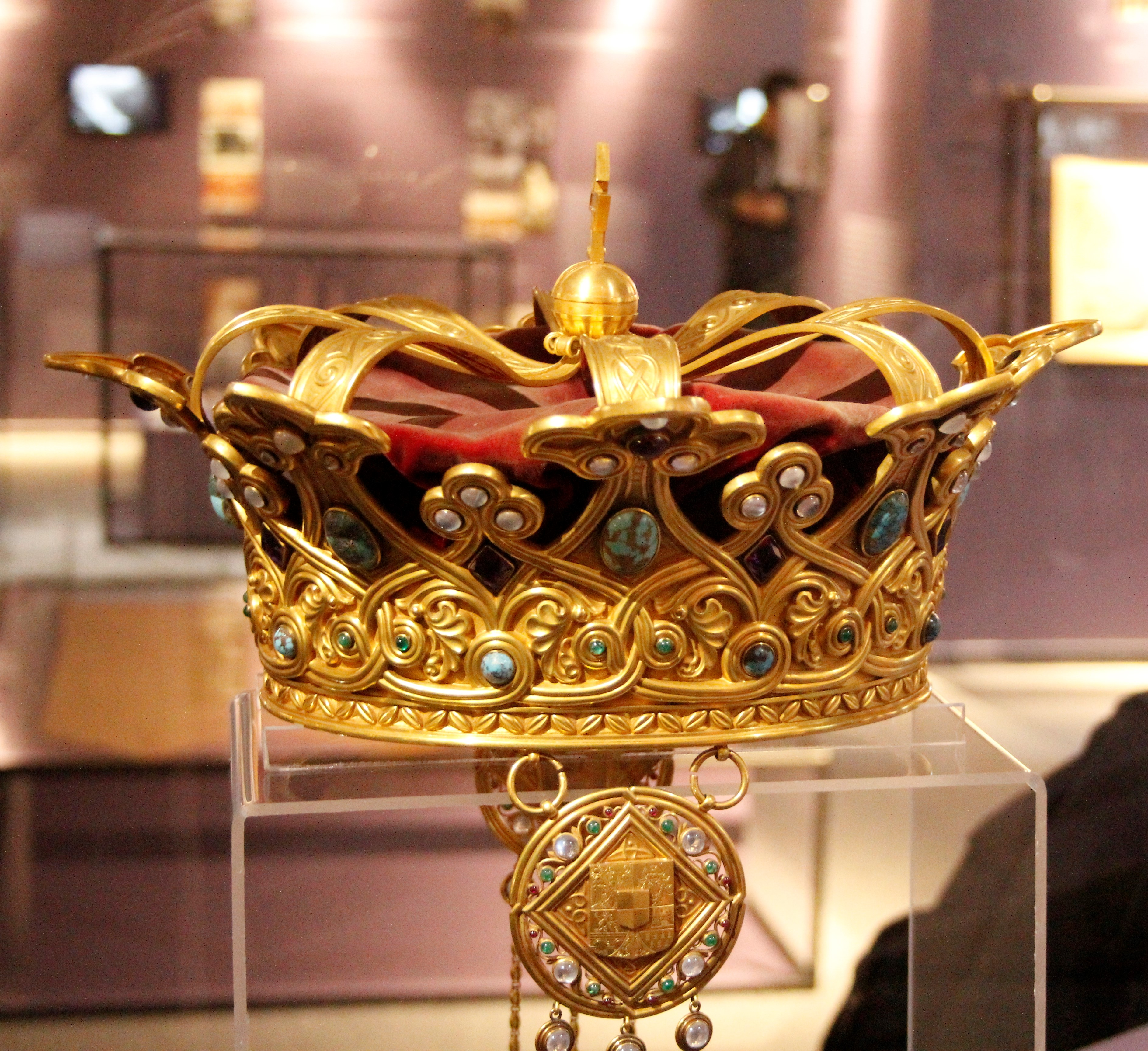
La corona conservata al museo nazionale di storia della Romania

La corona della regina Maria di Romania è realizzata con oro proveniente dalla Transilvania. È stata prodotta in occasione dell'incoronazione del re Ferdinando I di Romania e di sua moglie, la regina Maria, ad Alba Iulia nel 1922.